# Dwergratelslangen
Dwergratelslangen (Sistrurus) zijn een geslacht van slangen uit de familie adders (Viperidae) en de onderfamilie groefkopadders (Crotalinae).

## Naam en indeling
De wetenschappelijke naam van de groep werd voor het eerst voorgesteld door Garman in 1884. De slangen werden eerder aan andere geslachten toegekend, zoals Crotalinus, Crotalus en Crotalophorus. Er zijn drie soorten, de soort Sistrurus tergeminus werd tot 2016 als een ondersoort van de Massasauga (Sistrurus catenatus) beschouwd.

## Uiterlijke kenmerken
Dwergratelslangen zijn van de echte ratelslangen te onderscheiden door de schubben aan de bovenzijde van hun kop. Bij de ratelslangen bestaat deze uit talrijke kleine schubjes terwijl de dwergratelslangen slechts negen vergrote platen hebben. Net zoals ratelslangen bezitten de dwergratelslangen een ratel die een sissend tot zoemend geluid produceert.
De slangen bereiken een lichaamslengte van ongeveer 40 tot 60 centimeter, grotere soorten kunnen een lichaamslengte tot ongeveer een meter bereiken. De kop is duidelijk te onderscheiden van het lichaam door de aanwezigheid van een insnoering. De ogen hebben een verticale pupil. De slangen hebben gekielde schubben op het midden van het lichaam. De anaalschub is altijd enkelvoudig.

## Levenswijze
Het voedsel bestaat uit zoogdieren zoals knaagdieren, vogels, hagedissen, kikkers en andere slangen. In gebieden waar grote hoeveelheden muizen voorkomen zijn in de regel vaak ook veel dwergratelslangen te vinden zodat ze beschouwd worden als bijzonder nuttig. Alle soorten zijn zeer giftig en staan bekend als mogelijk agressief.
De vrouwtjes zetten geen eieren af maar zijn eierlevendbarend, de jongen komen levend ter wereld.

## Verspreiding en habitat
Dwergratelslangen komen voor in delen van Noord-Amerika en leven in de landen Canada, Mexico en de Verenigde Staten. De habitat bestaat uit savannen, scrublands en draslanden.

## Beschermingsstatus
Door de internationale natuurbeschermingsorganisatie IUCN is aan twee soorten een beschermingsstatus toegewezen. De slangen worden beschouwd als 'veilig' (Least Concern of LC).

## Soorten
Het geslacht omvat de volgende soorten, met de auteur en het verspreidingsgebied.
| Naam                             | Auteur           | Verspreidingsgebied              |
| -------------------------------- | ---------------- | -------------------------------- |
| Massasauga (Sistrurus catenatus) | Rafinesque, 1818 | Verenigde Staten, Canada, Mexico |
| Sistrurus miliarius              | Linnaeus, 1766   | Verenigde Staten                 |
| Sistrurus tergeminus             | Say, 1823        | Verenigde Staten, Mexico         |